# Lahinch
Lahinch (irl. An Leacht) – przybrzeżna wieś w hrabstwie Clare w Irlandii.